# Rhyacophila merangirana
Rhyacophila merangirana är en nattsländeart som beskrevs av Malicky 1978. Rhyacophila merangirana ingår i släktet Rhyacophila och familjen rovnattsländor. Inga underarter finns listade i Catalogue of Life.